# Joos van Wassenhove
Joos van Wassenhove (ou Justus van Gent, Justus ou Jodocus of Ghent, Giusto da Guanto, Juste de Gand ou encore Josse van Wassenhove), né en 1410 et décédé en 1480, est un peintre primitif flamand, peut-être originaire de Gand, qui, après une formation et un travail en Flandre, s'installe en Italie où il travaille pour Frédéric III de Montefeltro, duc d'Urbino. Il est connu pour ses compositions religieuses exécutées dans le premier langage néerlandais et une série de portraits d'hommes célèbres, qui montrent l'influence de la peinture du début de la Renaissance italienne.

## Biographie

### Période flamande
On sait très peu de choses sur les débuts de Joos van Wassenhove. On pense que l'artiste désigné par Giorgio Vasari et Lodovico Guicciardini sous le nom de « Giusto da Guanto » (c'est-à-dire « Justus de Gand ») est le peintre Joos van Wassenhove, devenu membre de la guilde de Saint-Luc d'Anvers en 1460 et maître libre dans la corporation des peintres de Gand en 1464. À Gand, il se porte garant de Hugo van der Goes, Alexander Bening et Agnes van den Bossche lorsqu'ils intègrent la guilde des peintres locaux. Joos Van Wassenhove semble jouir d'une réputation internationale puisqu'en 1467-1468, il reçoit une rémunération pour la production de 40 armoiries papales.
Contemporain et ami de Hugo Van der Goes dont il est l'aîné de quelques années, Joos van Wassenhove est probablement aussi son maître ; comme peintre, il lui est cependant inférieur.
De sa période flamande, seules sont répertoriées un Triptyque de la Crucifixion (cathédrale Saint-Bavon de Gand) et une Adoration des Mages (Metropolitan Museum of Art).

### En Italie
Joos Van Wassenhove travaille à Rome en 1468. Entre 1473 et 1475, il est documenté à Urbino, où il dirige un atelier. Il est l'un des peintres de la cour du duc Frédéric III, un homme politique de premier plan et mécène de la Renaissance italienne. Celui-ci lui confie la commande de la Communion des Apôtres ou L'Institution de l'Eucharistie, peinte pour la confrérie du Corpus Domini d'Urbino entre 1472 et 1474. Un portrait de da Montefeltro (avec son nez cassé de profil) en compagnie de Caterino Zeno, envoyé de l'empire perse à la cour d'Urbino, est inséré dans le tableau. On trouve Joos mentionné à Urbino sous la dénomination de Giusto da Guanto. Il a pu y contempler, entre autres, les œuvres de Piero della Francesca et de Melozzo da Forlì. Il participe à la décoration des résidences ducales d'Urbino et de Gubbio. Cela inclut une commande pour une série de portraits de « uomini famosi » (hommes célèbres) pour les studioli du duc, aujourd'hui au Musée du Louvre à Paris et à la Galleria Nazionale delle Marche à Urbino. Il meurt vers 1480.

## Principales œuvres

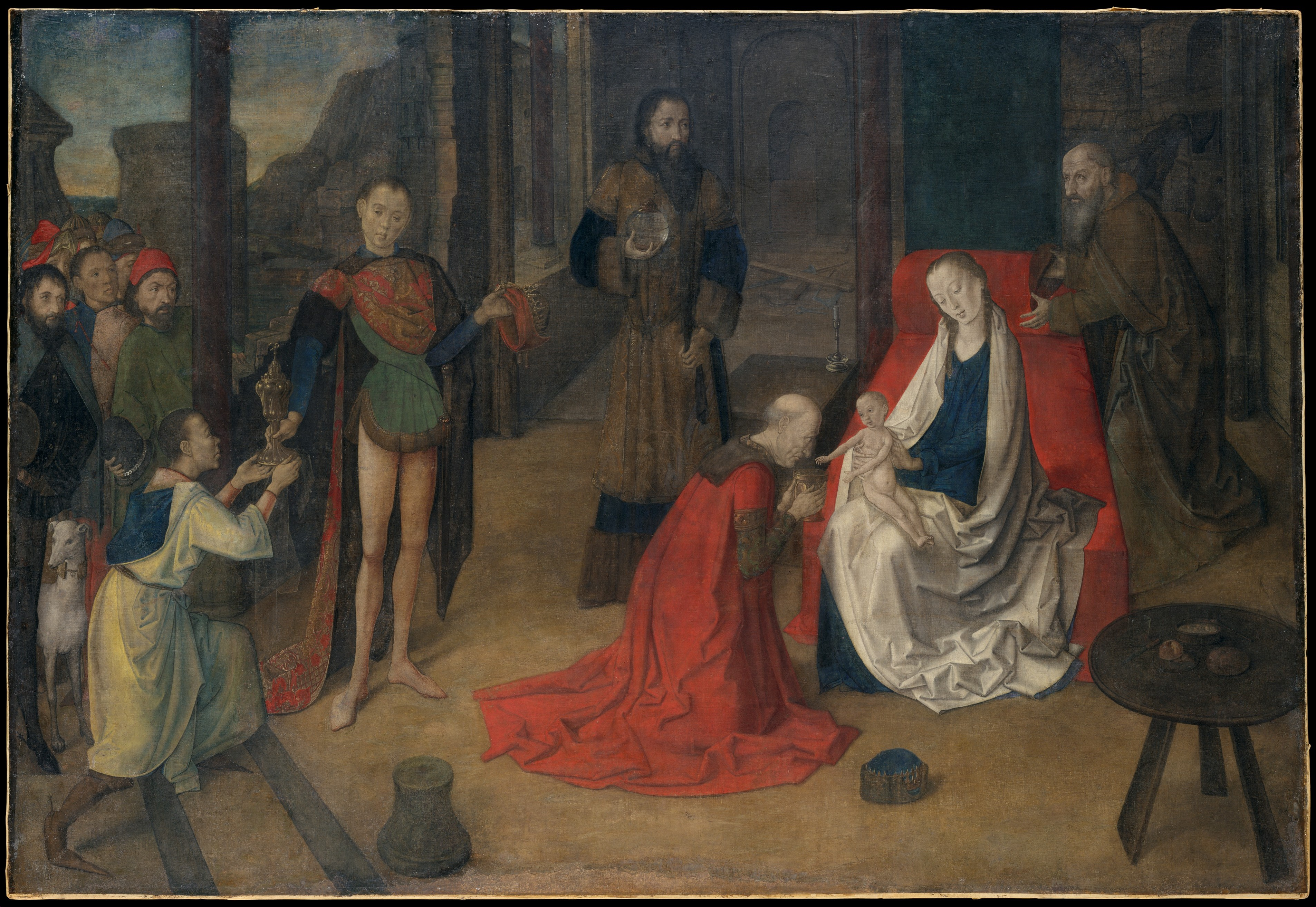
LAdoration des mages, vers 1465, Metropolitan Museum of Art.

### Œuvres réalisées à Gand
Deux œuvres datant d'avant son départ pour l'Italie ont été conservées : le monumental Retable de la Crucifixion ou Triptyque du Calvaire dans la Cathédrale Saint-Bavon de Gand et l'Adoration des mages au Metropolitan Museum of Art de New York. Ce dernier tableau a peut-être été commandé pour un couvent près de Burgos en Espagne. Pour cette raison, le tableau a été peint sur toile afin de pouvoir être enroulé pour faciliter le transport. L'espace scénique et la disposition des personnages principaux en deux lignes diagonales parallèles semblent suggérer une inspiration des reconstitutions théâtrales de l'histoire de l'Épiphanie Ces deux premières peintures se caractérisent par leur monumentalité. Les traits du visage des personnages et le spectre des couleurs sont étroitement liés à l'œuvre de Hugo van der Goes. Les deux maîtres ont probablement travaillé ensemble avant le départ de Joos van Wassenhove pour Rome. Il y a aussi un rapport avec l'œuvre de Dirk Bouts.

### Communion des Apôtres ou L'Institution de l'Eucharistie

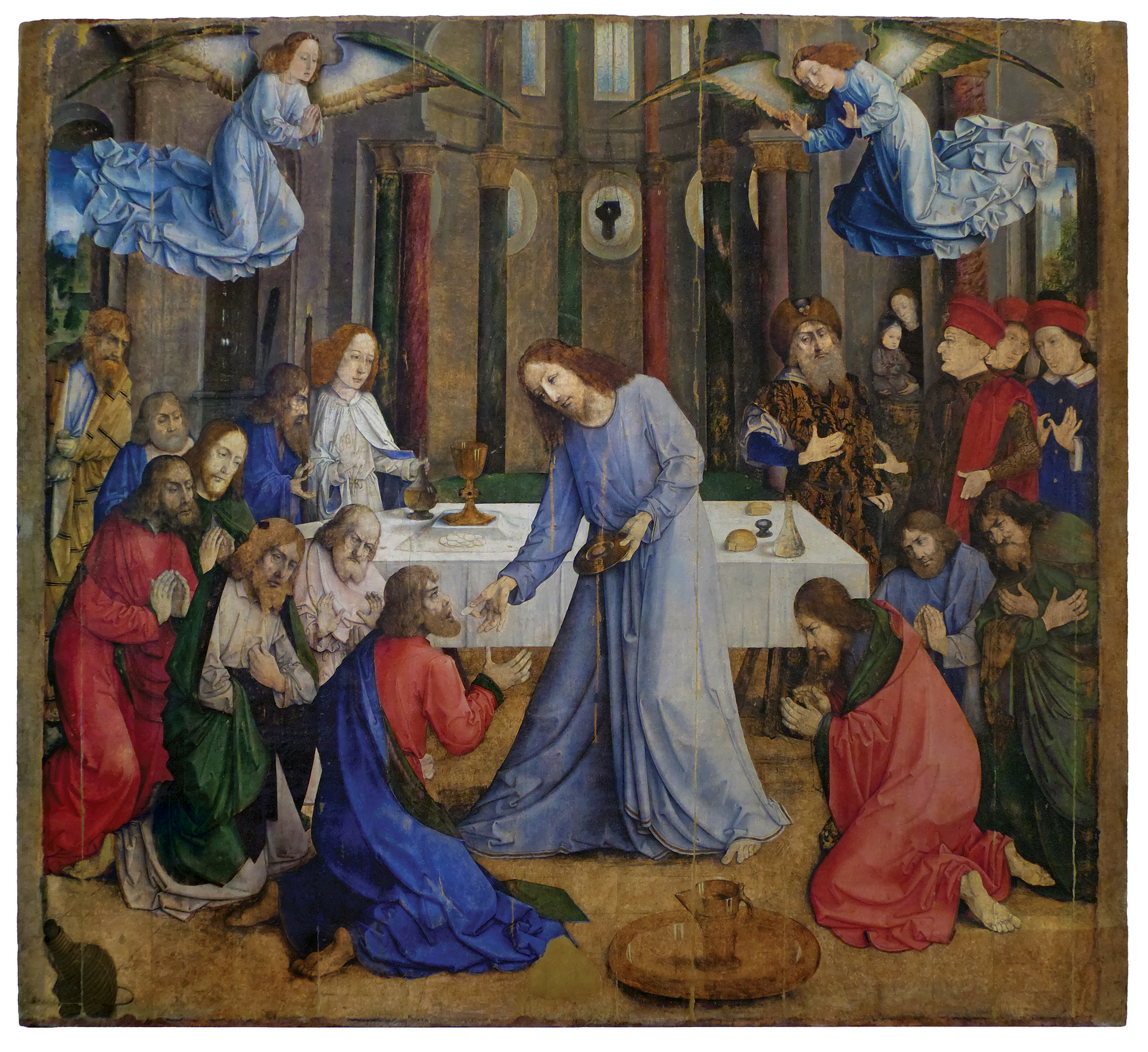
La Communion des Apôtres.

La Communion des Apôtres ou L'Institution de l'Eucharistie, parfois appelée La Cène, pour la confrérie du Corpus Domini à Urbino montre quelques adaptations du point de vue élevé typiquement néerlandais et de la surface organisée de manière décorative du Triptyque du Calvaire. L'artiste a également augmenté la taille des personnages par rapport à l'espace. Au lieu de reproduire la tradition de l'iconographie flamande, il peint un Christ donnant la communion aux apôtres agenouillés. Cette conception ne manque pas d'audace pour l'époque. Des documents d'archives attestent le tableau d'Urbino comme étant une œuvre de Giusto da Guanto. L'œuvre cite le Triptyque du martyre de saint Erasme de Dieric Bouts (1450-1460) dans la figure de l'envoyé perse. Dans la version agrandie de la Communion des Apôtres, Jésus-Christ est représenté avec des rayons lumineux provenant de sa tête, qui est également entourée d'une auréole circulaire, qui constituent tous deux un halo.

### Portraits d'hommes célèbres
Une série de 28 portraits d' Hommes célèbres (comprenant un Double portrait de Federico da Montefeltro et son fils Guidobaldo), qui existent encore et font partie des collections du Louvre depuis 1864 pour quatorze d'entre eux, qui les acquit au moment de l'achat de la collection Campana, et de la Galleria Nazionale delle Marche d'Urbino, sont attribuées à Joos van Wassenhove,. Il existe de nombreux arguments en faveur d’une telle attribution. Les peintures semblent avoir été réalisées par un peintre formé à la technique flamande et fortement influencé par la peinture italienne. De plus, dans sa biographie de Frédéric III, son ancien bibliothécaire, Vespasiano da Bisticci, atteste que Joos van Wassenhove a réalisé la série des 28 portraits d'hommes célèbres. L'examen technologique des Hommes célèbres a révélé des similitudes entre ces œuvres et l'autre commande antérieure importante que Joos van Wassenhove a réalisée pour le duc d'Urbino, la Communion des Apôtres. Le dessin sous-jacent montre qu'il y a une continuité stylistique entre ces œuvres. L'examen révèle également un certain nombre de changements dans la composition et l'exécution, qui pourraient indiquer une refonte par un autre artiste,.
L'attribution à van Wassenhove de tout ou partie des œuvres de la série des Hommes célèbres n'a pas fait l'unanimité. Divers autres artistes ont été proposés comme auteurs de la série, parmi lesquels le peintre espagnol Pedro Berruguete,. La cause de Berruguete repose sur divers arguments, dont la mention d'un « Pietro Spagnuolo pittore » à Urbino en 1477, une référence aux Hommes célèbres de Pablo de Céspedes datant de 1604, qui pourrait être considérée comme une attribution à Berruguete (bien que Céspedes a spécifiquement déclaré qu’ils étaient par un peintre espagnol autre que Berruguete), la représentation d'un livre en espagnol dans un tableau de la série et les similitudes stylistiques avec les œuvres ultérieures de Berruguete. Bien que la question de l'attribution ne soit toujours pas résolue, les ouvrages connus de cet artiste espagnol sont inférieures en termes de style et de technique à celles de la série des Hommes célèbres et il est peu probable qu'elle soit l'œuvre de cet artiste. Une autre hypothèse est que l'œuvre serait le fruit d'une collaboration de l'atelier de van Wassenhove à Urbino, dans lequel Berruguete aurait travaillé en tant que collaborateur,.
La restauration des portraits du Louvre de 1984 à 1989, a permis de déterminer que les portraits sont le résultat de deux campagnes d'exécution distinctes, une première menée avant 1474, par Joos van Wassenhove, et une seconde, postérieure à 1474, par Pedro Berruguete, qui aurait repris l'ensemble et repeint la plupart des portraits,

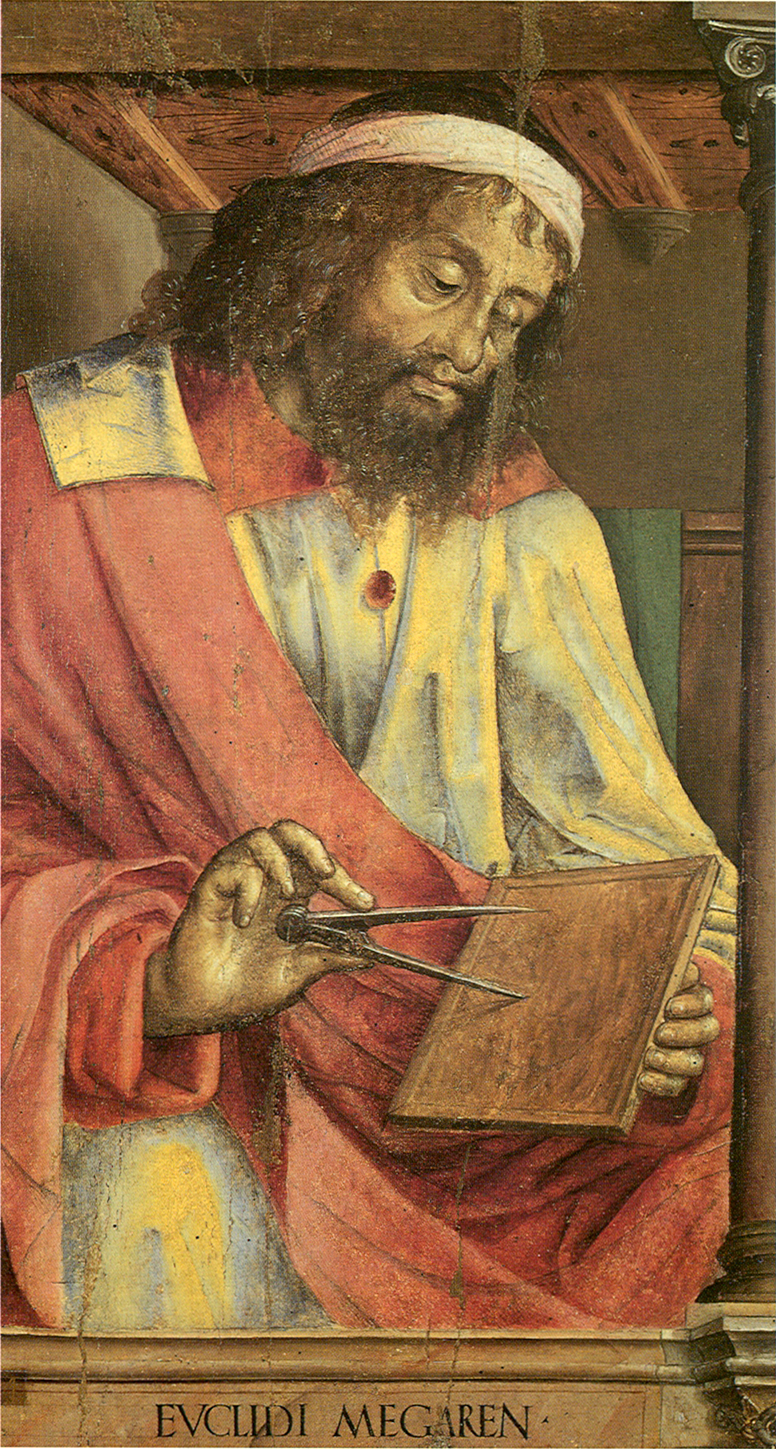
Euclide, Galleria Nazionale delle Marche, Urbino
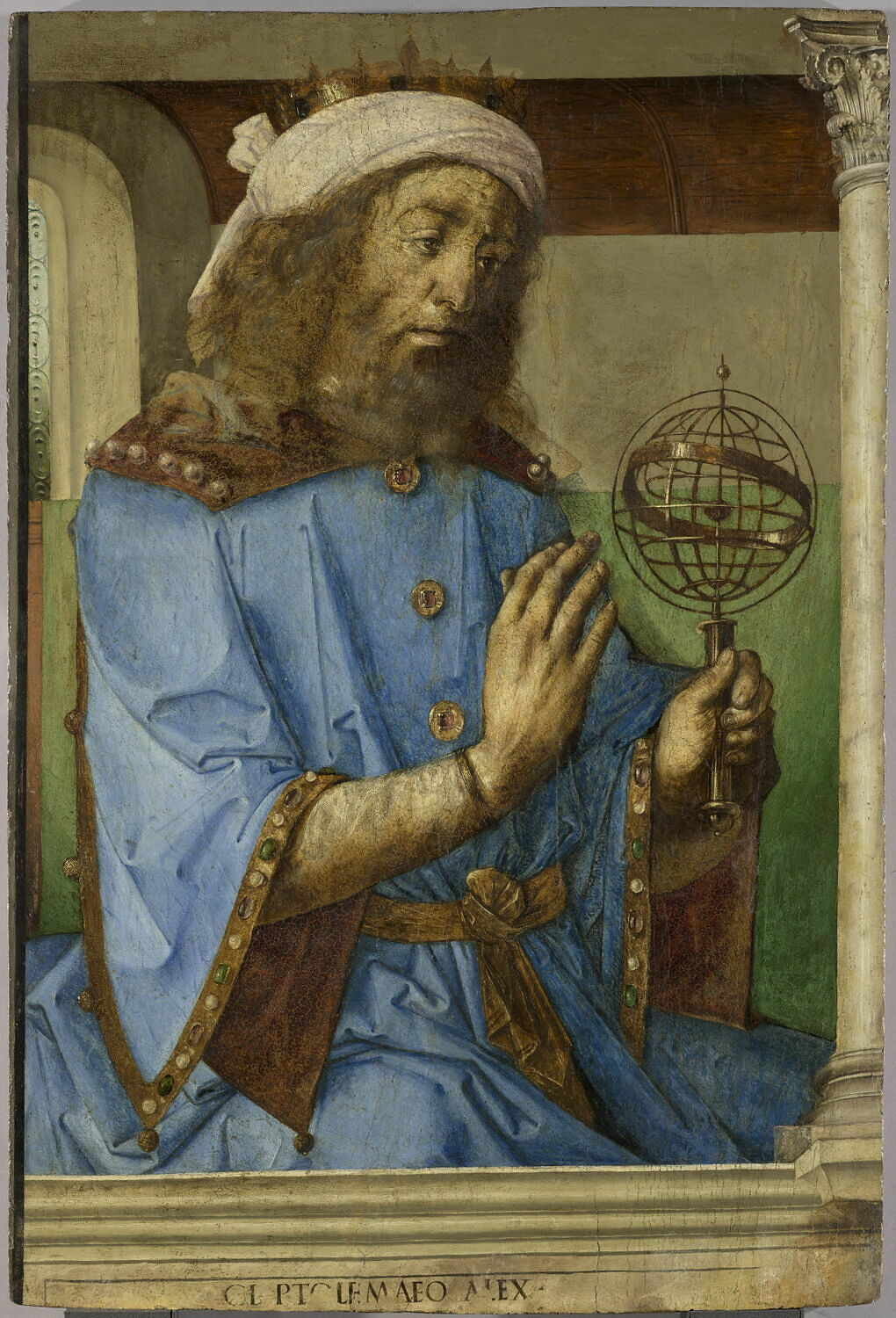
Ptolémée avec une sphère armillaire, vers 1476, musée du Louvre
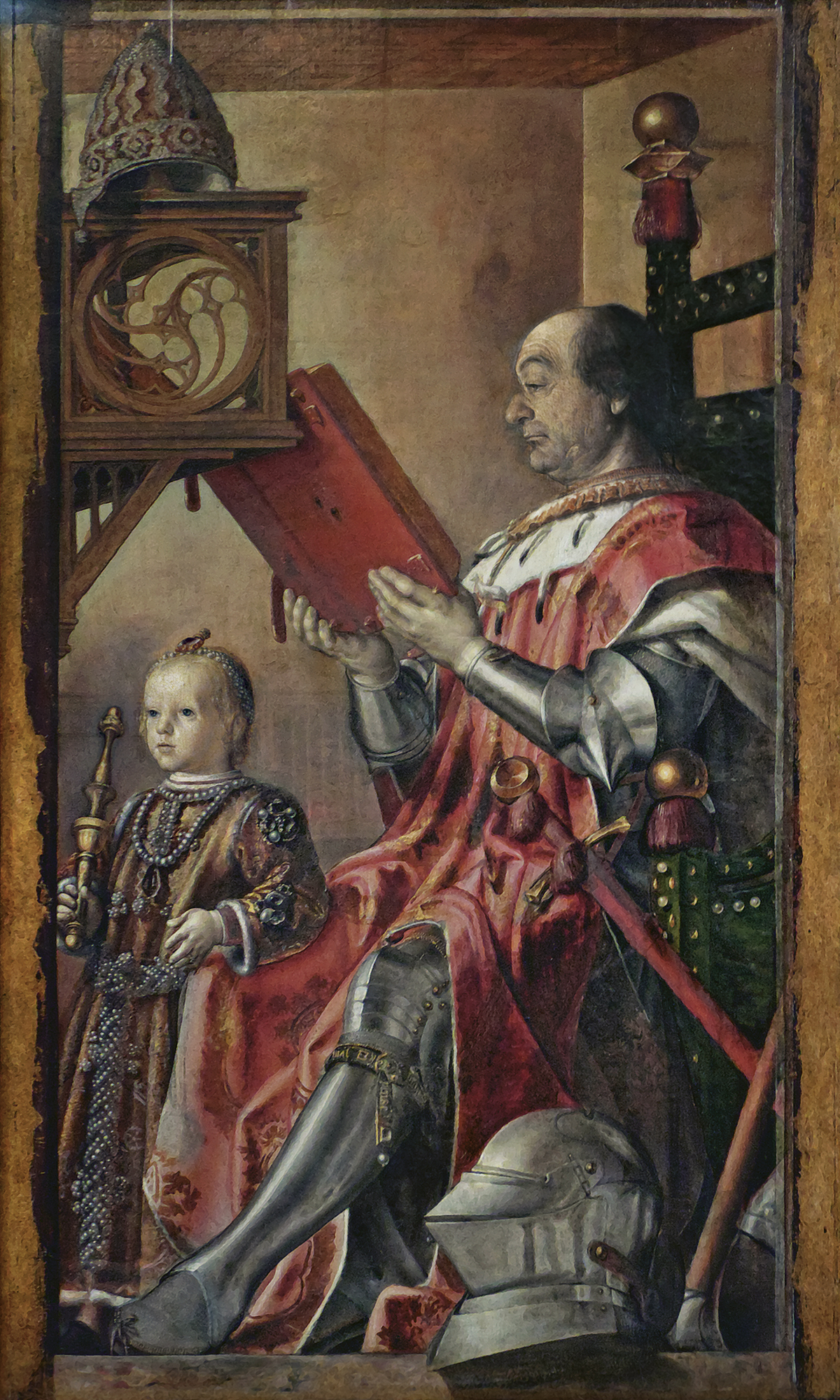
Portrait de Federico da Montefeltro et son fils Guidobaldo

### Autres
On attribue également à Joos van Wassenhove deux tableaux d'une série sur les arts libéraux : Musique et Rhétorique, tous deux conservés à la National Gallery. Deux autres tableaux de cette série ont été détruits pendant la Seconde Guerre mondiale.

### Liste des œuvres
- Adoration des mages (ca 1465), New York, Metropolitan Museum of Art
- Crucifixion (triptyque), Gand, cathédrale Saint-Bavon
- Communion des Apôtres ou L'Institution de l'Eucharistie (ca 1474), Galleria Nazionale delle Marche, Urbino
- La Musique et La Rhétorique (allégories), Londres, National Gallery
- Portraits d'hommes célèbres : Saint Augustin, Aristote, Saint Jérôme, Le Cardinal Bessarion, Pietro d'Abano, Platon, Ptolémée, Saint Thomas d'Aquin, Sénèque, Solon, Sixte IV, Virgile, Dante Alighieri, et Vittorino da Feltre, (éléments d'un ensemble, avec la probable participation de Pedro Berruguete, ca 1475), Paris, musée du Louvre
- Galleria Nazionale delle Marche :
  - L'Institution de l'Eucharistie
  - Portraits d'hommes célèbres : Euclide, Urbino, Portrait de Federico da Montefeltro et son fils Guidobaldo (peut-être avec Pedro Berruguete)